# To the 5 Boroughs
To the 5 Boroughs é o sexto álbum de estúdio do grupo de hip-hop Beastie Boys, lançado em 14 de Junho de 2004 internacionalmente, e um dia depois nos Estados Unidos. O álbum estreou em número 1 na parada Billboard 200 com 360.000 cópias vendidas na primeira semana.[carece de fontes?]
Este álbum foi lançado com o sistema de proteção contra cópias em algumas regiões.

## O disco
- O single "Ch-Check It Out" estreou no seriado The O.C. "The Strip" da primeira temporada que foi ao ar em 28 de Abril de 2004.[1]
- O disco foi causa de controvérias com a alegação de que um spyware era instalado quando o CD era inserido no leitor de CDs do computador.[2] A banda nega esta alegação dizendo não haver proteção contra cópias nos discos vendidos nos Estados Unidos e no Reino Unido. Existe a proteção CDS-200 da Macrovision instalados na versões européias, sendo essa uma prática comum em todos os discos lançados pela EMI/Capitol Records no mercado europeu, mas nenhum spyware é instalado.[3]
- O álbum é o primeiro a ser totalmente produzido pela banda e o segundo a apresentar o DJ Mix Master Mike.
- Os Beastie Boys estão presentes no jogo de Video-game NBA Street V3, e a faixa "An Open Letter to NYC" foi incluída em sua trilha sonora.
- To the 5 Boroughs tem dois temas: um tibuto a sua terra natal, Nova Iorque (em decorrência dos ataques de 11 de Setembro de 2001) - na ilustração da capa, as Torres Gêmeas foram desenhadas - e uma crítica ao governo de George W. Bush.
- A introdução de "An Open Letter to NYC" contem um sample da faixa "Sonic Reducer" da banda de punk, The Dead Boys de seu álbum clássico de 1977, "Young, Loud and Snotty".

## Faixas
1. "Ch-Check It Out" – 3:12
2. "Right Right Now Now" – 2:46
3. "3 the Hard Way" – 2:48
4. "It Takes Time to Build" – 3:11
5. "Rhyme the Rhyme Well" – 2:47
6. "Triple Trouble" – 2:43
7. "Hey, Fuck You!" – 2:21
8. "Oh Word?" – 2:59
9. "That's It That's All" – 2:28
10. "All Lifestyles" – 2:33
11. "Shazam!" – 2:26
12. "An Open Letter to NYC" – 4:18
13. "Crawlspace" – 2:53
14. "The Brouhaha" – 2:13
15. "We Got The" – 2:27

### Faixa Bônus da ediçãoJaponesa
1. "Now Get Busy" - 2:25

### Edição duplaAustraliana
1. An Open Letter to NYC
2. Rizzle Rizzle Nizzle Nizzle (Remix de "Right Right Now Now")
3. MTL Reppin for the 514 (Remix de "Right Right Now Now")
4. Sabotage (live)
5. Brr Stick Em

## Posições nas Paradas

### Álbum
| Ano  | Parada                 | Posição |
| ---- | ---------------------- | ------- |
| 2004 | Billboard 200          | #1      |
| 2004 | European Albums Chart  | #1      |
| 2004 | Top Internet Albums    | #1      |
| 2004 | Top Canadian Albums    | #1      |
| 2004 | Top Hip-Hop/R&B Albums | #1      |
| 2004 | UK Albums Chart        | #2      |

### Singles
| Ano  | Single                  | Parada                      | Posição |
| ---- | ----------------------- | --------------------------- | ------- |
| 2004 | "Ch-Check It Out"       | Billboard Hot 100           | #68     |
| 2004 | "Ch-Check It Out"       | Alternative Songs           | #1      |
| 2004 | "Ch-Check It Out"       | Parada de singles do Canadá | #1      |
| 2004 | "Triple Trouble"        | Alternative Songs           | #11     |
| 2005 | "An Open Letter to NYC" | Reino Unido                 | #38     |